# آيغاموكسا وأيغيارم
آیغاموكسا وأيغيارم (بالإنجليزية: Aigamuxa and Aigiarm)‏ في الأساطير الأفريقية آيغاموكسا هم وحوش تأكل البشر في ميثولوجيا الهوتنتوت. ويكمنون عادة بين الكثبان. عيونهم موجودة في راحة أقدامهم، فإذا أرادوا رؤية ما يجري فإنهم يركعون على أيديهم وركبهم، ويرفعون قدمأ إلى أعلى حتى يبصروا. والأيغيارم هم، أيضا، وحوش أكلة لحوم البشر في ميثولوجيا الهوتنتوت. الأغلب أن توجد بين الكثبان. عيونهم في باطن أقدامهم فعليهم أن ينقلبوا على أيديهم ويرفعوا أقدامهم إذا أرادوا أن يروا ما يجري حولهم.